# Kirchenburg Alzen

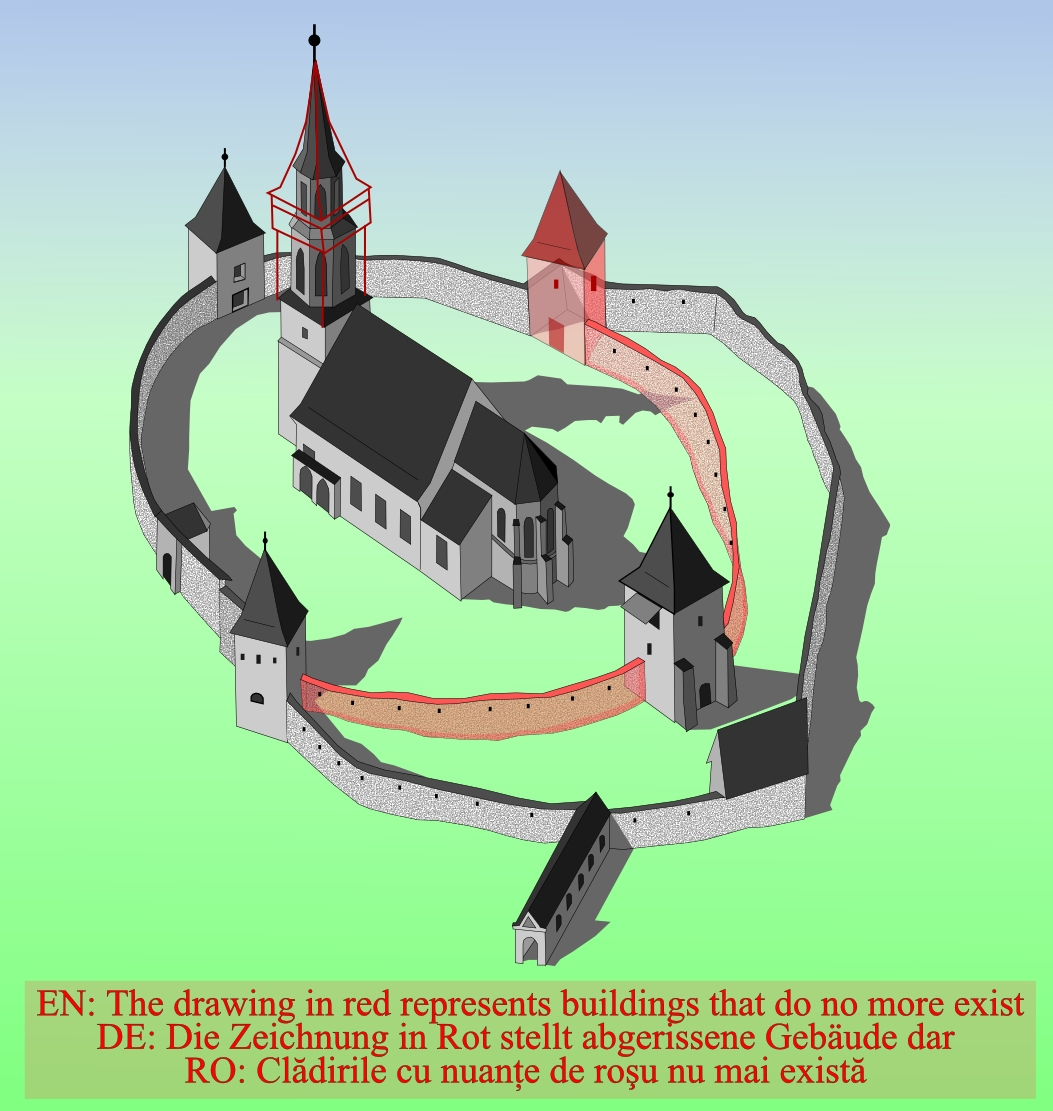
Plan der Kirchenburg Alzen

Die Kirchenburg Alzen (rumänisch Biserica evanghelică fortificată din Alțâna) befindet sich auf einer Anhöhe im Nordwesten des siebenbürgischen Dorfes Alțâna (Alzen) in Rumänien.

## Anlage
Die Anlage liegt auf einem Hügel im Westen des Dorfes. Eine gedeckte Treppenanlage bietet Zugang zur Kirchenburg. Vom Bering ist die äußerste Zwingermauer erhalten, während der östliche Teil bis auf den Torturm im 20. Jahrhundert abgetragen wurde. Die Ringmauer ist durch vier vorgelagerte Türme verstärkt. Ein Westturm aus dem Spätmittelalter wurde zwischen 1856 und 1858 durch den neugotischen Glockenturm ersetzt. 

## Kirchengebäude
Der Bau geht auf eine romanische Basilika des 13. Jahrhunderts mit fünf Jochen und Chorquadrat zurück. Quadratische Pfeiler und Rundbogenarkaden lassen die romanische Raumgliederung erkennen. Anfang des 15. Jahrhunderts erhielt das ursprünglich flachgedeckte Mittelschiff eine Gewölbetonne mit spätgotischem Ziegelrippennetz. Heute ist nur noch das Tonnengewölbe mit Stichkappen erhalten, die Rippen sind nur noch auf der Laibung angedeutet. Die Langhausseiten werden von einer hölzernen Empore flankiert. Die Orgel von um 1780 entstammt der Werkstatt von Johannes Hahn in Hermannstadt. Im Chor wurde im 16. Jahrhundert die romanische Apsis durch einen polygonalen Abschluss ersetzt, und der Chor nach Osten verlängert.
Ein Taufbecken von 1404, möglicherweise ein Werk des Bronzegießers Leonhardus, wurde 1999 gestohlen und ist verschollen. Über den Bögen des Mittelschiffs wurden im 19. Jahrhundert Emporen eingebaut.

## Nachweise
- Hermann Fabini: Die Kirchenburgen der Siebenbürger Sachsen. Monumenta-Verlag, 2013, S. 185–186.
- Arne Franke: Das wehrhafte Sachsenland: Kirchenburgen im südlichen Siebenbürgen. Hrsg.: Deutsches Kulturforum Östliches Europa. 2010, S. 34–36.